# Philipp Pinter
Philipp Pinter, avstrijski hokejist; * 18. januar 1985, Beljak, Avstrija.
Pinter igra na položaju napadalca za ekipo VSV EC v Avstrijski hokejski ligi.

## Kariera
Philipp Pinter se je hokejskih veščin naučil v mladinski šoli kluba VSV EC. Tam je začel igrati hokej že pri 6 letih in je napredoval skozi vse selekcije kluba. Že zgodaj je kazal velik talent in v sezoni 2001/02 mu je uspel preboj v Avstrijski hokejski ligi. 

### Prvi koraki med profesionalci
S 16 leti je Pinter debitiral pod trenerjem Ronom Kennedyjem in že v premierni sezoni postal prvak Avstrijske hokejske lige. V sezoni je odigral 21 tekem. Obenem je igral tudi za mladinsko ekipo VSV EC in tudi prvič nastopil za državno reprezentanco, sicer v kategoriji do 18 let. Na turnirju v Mariboru je bil drugi najboljši strelec reprezentance. V sledečih dveh sezonah je nadaljeval z igrami za VSV EC (dvakrat je z njimi postal podprvak Avstrijske lige) in za njegovo mladinsko ekipo. Nastopil je na Svetovnem prvenstvu U18 2003 v Franciji in se z mladinsko selekcijo (U20) uspel obdržati v A skupini Svetovnega mladinskega prvenstva. Leta 2004 se Pinterju sicer ni uspelo obdržati v elitni skupini Svetovnega mladinskega prvenstva, a je s svojim soigralcem Thomasom Vanekom pritegnil zanimanje tujih klubov in v sezoni 2004/05 je tako zaigral za moštvo Des Moines Buccaneers v USHL ligi. 

### Ameriška avantura
Poleti leta 2004 je Pinter odšel k USHL moštvu Des Moines Buccaneers, kjer se tudi zaradi bolezni in poškodb ni izkazal. Zaradi dobrih iger na Svetovnem mladinskem prvenstvu (bil je izenačeni najboljši avstrijski strelec) je sredi sezone prestopil v EJHL moštvo Valley Junior Warriors, a tudi tam se je zgodba ponovila. Po koncu sezone se je vrnil v Avstrijo, podpisal je pogodbo z EC Red Bull Salzburgom, ki ga je tedaj vodil švedski trener Hardy Nilsson. 

### Vrnitev domov
Že v prvi sezoni v Salzburgu se je s soigralci Dietrom Kaltom, Andrejem Lakosem in Frankom Banhamom uvrstil v finale lige, kjer je klub izgubil proti VSV EC. Pinter se je v moštvu hitro ustalil in kljub poškodbi rame je v celi sezoni zbral 49 nastopov. V prihodnji sezoni je klub uspeh iz prejšnje sezone le še nadgradil s prvo zvezdico, Pinter pa je bil izbran za najboljšega mladega igralca leta. 
V sezoni 2007/08 je Pinter dobil od trenerja Pierra Pagéja še pomembnejšo funkcijo. Odigral je skoraj vse tekme v sezoni, še bolj pa je prišel v ospredje v otvoritvenem dogodku sezone EC Red Bull Salzburga, imenovanem Red Bulls Salute. Na tem turnirju je zaigrala tudi NHL ekipa Los Angeles Kings in Pinter je proti njim zadel. Sezono je kronal še z naslovom prvaka Avstrijske lige, tretjim v karieri. 
V sezoni 2008/09 je s Salzburgom skoraj obranil naslov prvaka, v odločilni tekmi finala je namreč slavilo nasprotno moštvo EC KAC z 2-1. Salzburg se je nato pred sezono 2009/10 močno okrepil in docela prevetril ekipo, v katero tako ni bilo več prostora za Pinterja, ki se je vrnil v beljaški VSV EC, za katerega je v preteklosti že igral.

## Pregled kariere
Odebeljeno - reprezentančni nastopi, glej tudi Statistika pri hokeju na ledu.
| Moštvo                  | Liga                          | Sezona |    | Redni del | Redni del | Redni del | Redni del | Redni del | Redni del |   | Končnica | Končnica | Končnica | Končnica | Končnica | Končnica |
| ----------------------- | ----------------------------- | ------ | -- | --------- | --------- | --------- | --------- | --------- | --------- | - | -------- | -------- | -------- | -------- | -------- | -------- |
| Moštvo                  | Liga                          | Sezona | OT | G         | P         | T         | +/-       | KM        | OT        | G | P        | T        | +/-      | KM       |          |          |
| EC Heraklith SV Villach | Avstrijska liga               | 01/02  |    | 21        | 0         | 0         | 0         | -1        | 2         |   |          |          |          |          |          |          |
| EC Heraklith SV Villach | U20 avstrijska mladinska liga | 01/02  |    | 22        | 21        | 23        | 44        |           | 20        |   |          |          |          |          |          |          |
| Avstrija                | Svetovno prvenstvo U18 D1     | 02     |    | 4         | 1         | 2         | 3         | +1        | 0         |   |          |          |          |          |          |          |
| EC Heraklith SV Villach | U20 avstrijska mladinska liga | 02/03  |    | 27        | 18        | 35        | 53        |           | 36        |   |          |          |          |          |          |          |
| EC Heraklith SV Villach | Avstrijska liga               | 02/03  |    | 6         | 0         | 0         | 0         | -1        | 0         |   |          |          |          |          |          |          |
| Avstrija                | Svetovno ml. prvenstvo D1     | 03     |    | 5         | 0         | 0         | 0         | -1        | 2         |   |          |          |          |          |          |          |
| Avstrija                | Svetovno prvenstvo U18 D1     | 03     |    | 5         | 0         | 0         | 0         | -6        | 0         |   |          |          |          |          |          |          |
| EC Heraklith SV Villach | Avstrijska liga               | 03/04  |    | 43        | 1         | 1         | 2         | +2        | 4         |   |          |          |          |          |          |          |
| EC Heraklith SV Villach | U20 avstrijska mladinska liga | 03/04  |    | 14        | 6         | 19        | 25        |           | 14        |   |          |          |          |          |          |          |
| Avstrija                | Svetovno ml. prvenstvo        | 04     |    | 6         | 0         | 0         | 0         | -4        | 4         |   |          |          |          |          |          |          |
| Des Moines Buccaneers   | USHL                          | 04/05  |    | 11        | 2         | 3         | 5         |           | 2         |   |          |          |          |          |          |          |
| Valley Junior Warriors  | EJHL                          | 04/05  |    | 8         | 1         | 6         | 7         |           | 2         |   |          |          |          |          |          |          |
| Avstrija                | Svetovno ml. prvenstvo D1     | 05     |    | 5         | 2         | 3         | 5         | +1        | 2         |   |          |          |          |          |          |          |
| EC Red Bull Salzburg    | Avstrijska liga               | 05/06  |    | 38        | 3         | 3         | 6         | +1        | 6         |   | 11       | 0        | 0        | 0        | 0        | 4        |
| EC Red Bull Salzburg 2  | Narodna liga                  | 05/06  |    | 1         | 1         | 0         | 1         |           | 0         |   |          |          |          |          |          |          |
| EC Red Bull Salzburg    | Avstrijska liga               | 06/07  |    | 56        | 2         | 9         | 11        | 0         | 20        |   | 7        | 0        | 0        | 0        | 0        | 0        |
| EC Red Bull Salzburg    | Avstrijska liga               | 07/08  |    | 39        | 5         | 6         | 11        | +2        | 20        |   | 15       | 1        | 4        | 5        | +3       | 12       |
| EC Red Bull Salzburg 2  | Narodna liga                  | 07/08  |    | 3         | 0         | 2         | 2         |           | 4         |   |          |          |          |          |          |          |
| EC Red Bull Salzburg    | Avstrijska liga               | 08/09  |    | 41        | 7         | 8         | 15        | -1        | 12        |   |          |          |          |          |          |          |
| VSV EC                  | Avstrijska liga               | 09/10  |    |           |           |           |           |           |           |   |          |          |          |          |          |          |
| Skupaj                  |                               |        |    | 355       | 70        | 120       | 190       | -7        | 150       |   | 33       | 1        | 4        | 5        | +3       | 16       |